# Pavetta hookeriana
Pavetta hookeriana är en måreväxtart som beskrevs av William Philip Hiern. Pavetta hookeriana ingår i släktet Pavetta och familjen måreväxter.

## Underarter
Arten delas in i följande underarter:
- P. h. hookeriana
- P. h. pubinervata